# 青岛海鲨足球俱乐部
青岛海鲨足球俱乐部，是中国足球一支半职业俱乐部，2005年创建于山东青岛。俱乐部是由青岛巴拉那竞技足球学校、河北雪驰集团、青岛华艺橡塑制品有限公司共同组建的青岛海鲨足球俱乐部有限公司所管理，并共同出资组建了足球队，其前身為青島中能（2003年），青島長青燈具（2004年），俱乐部曾冠名青岛海鲨河北雪驰队，并将主场移师河北保定。球队是2005年全国丙级联赛的亚军（丙级联赛为纯业余联赛和乙级联赛没有升降级关系），在2006赛季球队取得了乙级联赛的参赛资格，从而开始参加中国足球乙级联赛。

## 球队近况
球队的主教练为前中国国脚李强，在2006赛季中球队在北区联赛中挤掉了北区半程冠军新疆体彩以第4名的资格进入乙级联赛决赛阶段比赛，最终球队在四分之一决赛中被安徽九方所淘汰。

## 球队荣誉
- 全国丙级联赛亚军
  - 2005年
- 青岛城市联赛冠军
  - 2005年